# Ove Eklund
Ove Eklund (* 30. ledna 1946, Köping) je bývalý švédský fotbalista, útočník. V roce 1968 byl nejlepším střelcem švédské ligy.

## Fotbalová kariéra
Začínal ve Švédsku v týmu Hallstahammars SK. V letech 1968-1971 hrál švédskou ligu za Åtvidabergs FF, se kterým získal dva mistrovské tituly. V letech 1971-1975 hrál belgickou ligu za Royal Antwerp FC. V roce 1975 krátce působil ve francouzské Ligue 1 v týmu Stade Reims. Kariéru zakončil v týmu Åtvidabergs FF. V Poháru vítězů pohárů nastoupil ve 2 utkáních a v Poháru UEFA nastoupil ve 2 utkáních. Za švédskou fotbalovou reprezentaci nastoupil v letech 1969–1973 ve 14 utkáních a dal 4 góly. 

## Ligová bilance
| Ročník                     | Zápasy | Góly | Klub              |
| -------------------------- | ------ | ---- | ----------------- |
| 2. švédská liga 1967       | 22     | 16   | Hallstahammars SK |
| 1. švédská liga 1968       | 22     | 17   | Åtvidabergs FF    |
| 1. švédská liga 1969       | 20     | 9    | Åtvidabergs FF    |
| 1. švédská liga 1970       | 22     | 9    | Åtvidabergs FF    |
| 1. švédská liga 1971       | 11     | 7    | Åtvidabergs FF    |
| 1. belgická liga 1971/1972 | 29     | 8    | Royal Antwerp FC  |
| 1. belgická liga 1972/1973 | 29     | 7    | Royal Antwerp FC  |
| 1. belgická liga 1973/1974 | 25     | 8    | Royal Antwerp FC  |
| 1. belgická liga 1974/1975 | 2      | 0    | Royal Antwerp FC  |
| Ligue 1 1974/1975          | 5      | 0    | Stade Reims       |
| 1. švédská liga 1975       | 10     | 3    | Åtvidabergs FF    |
| 1. švédská liga 1976       | 11     | 2    | Åtvidabergs FF    |
| 2. švédská liga 1977       | -      | -    | Åtvidabergs FF    |
| CELKEM 1. švédská liga     | 96     | 47   |                   |
| CELKEM 1. belgická liga    | 87     | 24   |                   |
| CELKEM Ligue 1             | 5      | 0    |                   |